# Marlene Elejalde
Marlene Elejalde Díaz (ur. 3 czerwca 1951 w Marianao, zm. 29 kwietnia 1989 w Hawanie) – kubańska lekkoatletka specjalizująca się w krótkich biegach płotkarskich i sprinterskich oraz w pięcioboju, dwukrotna uczestniczka letnich igrzysk olimpijskich (Meksyk 1968, Monachium 1972), dwukrotna medalistka olimpijska w biegu sztafetowym 4 × 100 metrów: srebrna (1968) oraz brązowa (1972).

## Sukcesy sportowe
| Rok  | Miasto          | Zawody                                   | Konkurencja                          | Wynik                       |
| ---- | --------------- | ---------------------------------------- | ------------------------------------ | --------------------------- |
| 1967 | Xalapa-Enríquez | Mistrzostwa Ameryki Środkowej i Karaibów | bieg na 80 m ppł pięciobój           | złoty medal                 |
| 1968 | Meksyk          | Igrzyska olimpijskie                     | sztafeta 4 × 100 m                   | srebrny medal               |
| 1970 | Panama          | Igrzyska Ameryki Środkowej i Karaibów    | bieg na 100 m ppł pięciobój          | złoty medal                 |
| 1971 | Cali            | Igrzyska panamerykańskie                 | bieg na 100 m ppł sztafeta 4 × 100 m | srebrny medal               |
| 1971 | Kingston        | Mistrzostwa Ameryki Środkowej i Karaibów | bieg na 100 m ppł pięciobój          | złoty medal                 |
| 1972 | Monachium       | Igrzyska olimpijskie                     | sztafeta 4 × 100 m                   | brązowy medal               |
| 1973 | Maracaibo       | Mistrzostwa Ameryki Środkowej i Karaibów | bieg na 100 m ppł bieg na 200 m ppł  | złoty medal                 |
| 1974 | Santo Domingo   | Igrzyska Ameryki Środkowej i Karaibów    | bieg na 100 m ppł                    | złoty medal                 |
| 1975 | Meksyk          | Igrzyska panamerykańskie                 | bieg na 100 m ppł sztafeta 4 × 100 m | brązowy medal srebrny medal |

## Rekordy życiowe
- bieg na 100 metrów – 11,83 (1976)
- bieg na 80 metrów przez płotki – 10,99 (1968)
- bieg na 100 metrów przez płotki – 13,5 – Hawana 31/01/1970[4]